# Pardosa crassistyla
Pardosa crassistyla este o specie de păianjeni din genul Pardosa, familia Lycosidae, descrisă de Kronestedt, 1988. Conform Catalogue of Life specia Pardosa crassistyla nu are subspecii cunoscute.